# Florian Schnell

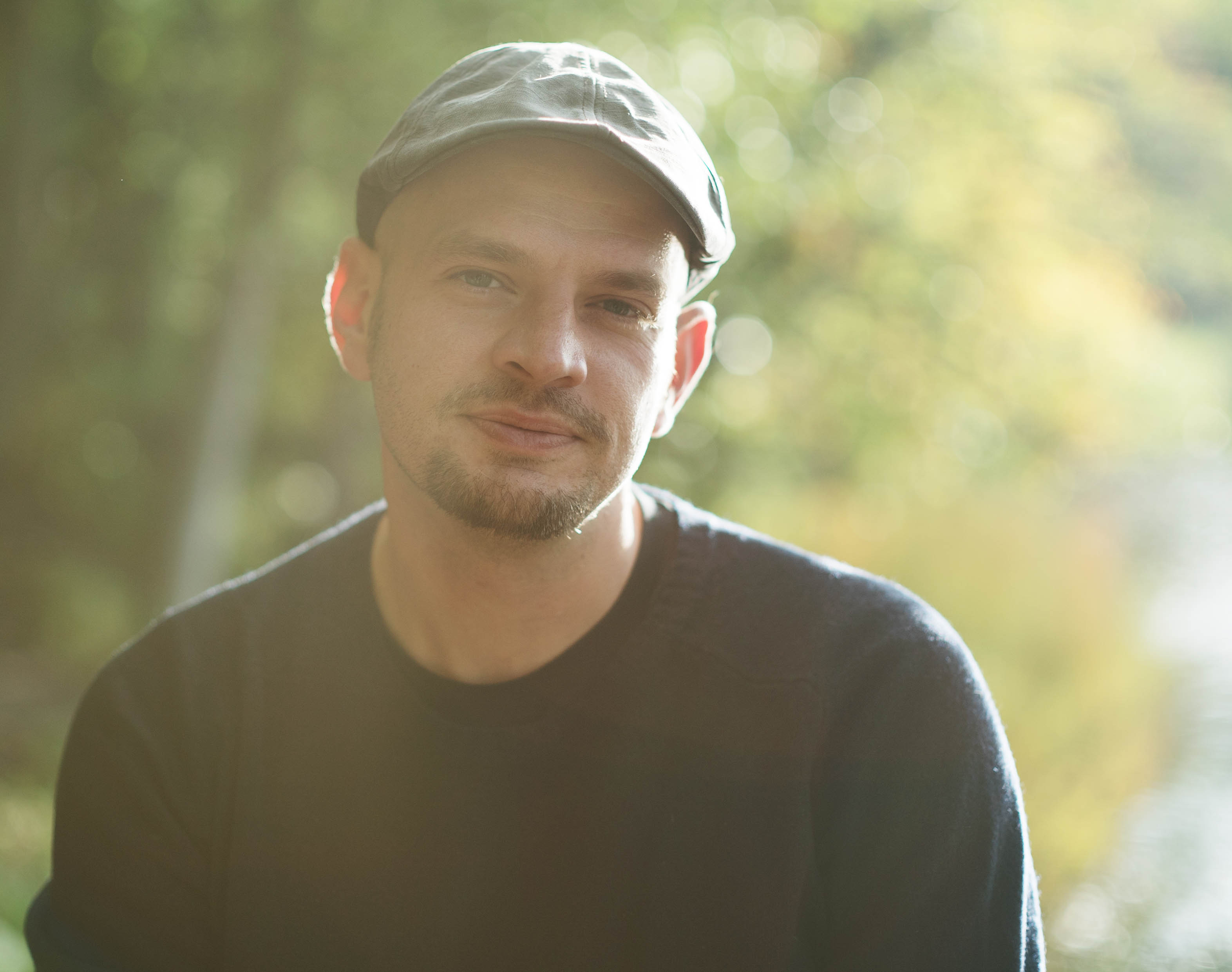
Florian Schnell im Jahr 2020

Florian Schnell (* 1984 in Lörrach) ist ein deutscher Regisseur und Drehbuchautor, dessen Arbeiten sich durch eine Mischung aus Real- und Animationsfilm auszeichnen.

## Leben und Wirken
Schnell hatte bei Projekttagen am Hebel-Gymnasium Lörrach erstmals Kontakt zum Filmen, im Anschluss an sein Abitur studierte er zunächst Szenische Künste an der Universität Hildesheim. Im Jahr 2008 wechselte er an die Filmakademie Baden-Württemberg in Ludwigsburg und nahm dort ein Regiestudium auf. Schon während des Studiums realisierte er eine Reihe teils preisgekrönter Kurzfilme, wie Hybris und Mia und der Minotaurus. Schnells Arbeiten zeichnen sich dadurch aus, dass er die Filme als Mischung zwischen Real- und Animationsfilm realisiert. 2014 beendete Schnell sein Studium mit dem Abschlussfilm Offline – Das Leben ist kein Bonuslevel, der Film wurde 2016 bei den Filmfestspielen Max Ophüls Preis uraufgeführt und kam im Februar 2017 in die deutschen Kinos und ist international auf Netflix zu sehen.
2015 begleitete Schnell den Journalisten Elias Bierdel auf einer Reise nach Südeuropa und stellte die Dramatik der Flüchtlingskrise filmisch in Im Schatten Europas dar.

## Filmografie (Auswahl)

### Als Regisseur
- 2009: Hybris (Kurzfilm)
- 2010: Meinungsmeer (Kurzfilm)
- 2010: Frisch Gestrichen (Kurzfilm)
- 2012: Mia und der Minotaurus
- 2016: Offline – Das Leben ist kein Bonuslevel
- 2016: Im Schatten Europas
- 2017: Die Pfefferkörner (Fernsehserie, drei Folgen)
- seit 2018: Löwenzahn (Fernsehserie)
- 2019: Life sucks! (Vampirkurzfilm)
- 2020: Quarantime (Webserie)
- 2020: Tiere bis unters Dach (Fernsehserie)

### Als Drehbuchautor
- 2009: Hybris (Kurzfilm)
- 2010: Meinungsmeer (Kurzfilm)
- 2010: Frisch Gestrichen (Kurzfilm)
- 2012: Mia und der Minotaurus
- 2016: Offline – Das Leben ist kein Bonuslevel
- 2020: Quarantime (Webserie)

## Auszeichnungen (Auswahl)
Deutscher Jugendfilmpreis 2010
- Dritter Preisträger in der Altersgruppe D (21–25 Jahre) für Hybris[3]

Verleihung des Goldenen Spatzes 2012
- Preisträger in der Kategorie Kurzspielfilm für Mia und der Minotaurus[4]

Cinekid 2016
- Preisträger in der Kategorie Bester Jugendfilm für Offline – Das Leben ist kein Bonuslevel

Lucas Filmfestival 2016
- Preisträger in der Kategorie Bester abendfüllender Film Kategorie 8+ für Offline – Das Leben ist kein Bonuslevel

International Emmy Kids Award 2019
- Nominierung in der Kategorie Kids: Series für Die Pfefferkörner für die Folge Weil ich ein Mädchen bin[5]